# سنتا کتارینا، نوئوو لئون

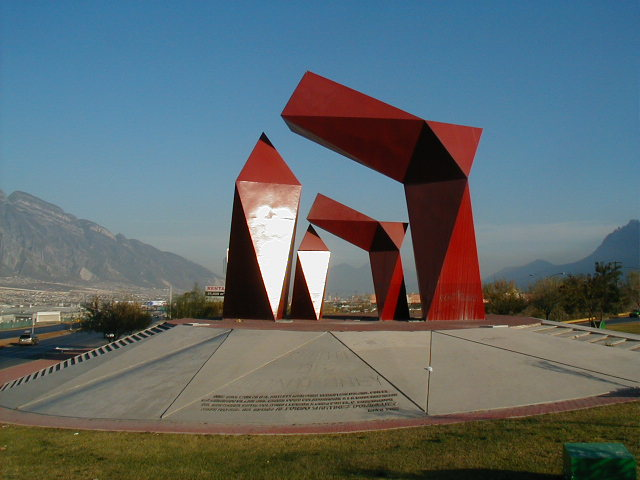
سنتا کتارینا شهری در ایالت نوئوولئون

سنتا کتارینا (به اسپانیایی: Santa Catarina) از شهرهای کشور مکزیک است که در ایالت نوئوو لئون قرار دارد و جمعیت آن طبق سرشماری سال ۲۰۱۰ میلادی ۲۵۹٬۸۹۶ نفر بوده است.